# Марк Эмилий Лепид (претор)
Марк Эмилий Лепид (лат. Marcus Aemilius Lepidus; умер после 213 года до н. э.) — римский военачальник и политический деятель из патрицианского рода Эмилиев, претор 218 и 213 годов до н. э., претор-суффект 216 года до н. э. Участник Второй Пунической войны.

## Происхождение
Марк Эмилий принадлежал к знатному патрицианскому роду Эмилиев, который античные авторы относили к самым старым семействам Рима. Одна из восемнадцати старейших триб получила своё название в честь этого рода. Его генеалогию возводили либо к Пифагору, либо к царю Нуме Помпилию, а одна из версий традиции, приводимая Плутархом, называет Эмилией дочь Энея и Лавинии, родившую от Марса Ромула — легендарного основателя Рима. Представителей этого рода отличали, если верить Плутарху, «высокие нравственные качества, в которых они неустанно совершенствовались».
Первый носитель когномена Лепид (Lepidus — «красивый») достиг консульства в 285 году до н. э. Марк Эмилий был сыном консула 232 года до н. э. того же имени и предположительно внуком первого Лепида.

## Биография
Первое упоминание о Марке Эмилии в сохранившихся источниках относится к 218 году до н. э., когда он занимал должность претора. По жребию ему выпало управлять провинцией Сицилия. В это время начиналась война с Карфагеном; у командования противника был план внезапным ударом с моря занять столицу римской провинции Лилибей, но Лепида предупредил об опасности царь Сиракуз Гиерон II. Благодаря этому наместник удержал город, а затем разбил карфагенян в морском сражении.
В 217 году до н. э. Марк Эмилий выдвинул свою кандидатуру в консулы, но позже взял самоотвод в пользу Луция Эмилия Павла: последний стал кандидатом от аристократии в пику «новому человеку» Гаю Теренцию Варрону. В 216 году, после разгрома римской армии при Каннах, где погибло множество сенаторов, Лепид, возможно, стал претором-суфектом. В этом качестве он руководил заседаниями сената. В том же году умер его отец, и Марк Эмилий организовал гладиаторские игры в память о нём.
В 213 году до н. э. Лепид снова получил претуру. На этот раз он был praetor peregrinus (претором по делам иноземцев), но ему пришлось возглавить два легиона и двинуться в Луцерию. Немецкий исследователь Вильгельм Друман предположил, что этот претор — совсем другой Марк Эмилий Лепид, но Эльмар Клебс (автор статей о Лепидах в энциклопедии Паули-Виссова) считает, что речь идёт об одном и том же человеке.

## Потомки
У Марка Эмилия был сын того же имени, дважды консул (в 187 и 175 годах до н. э.), цензор и принцепс сената.